# 1984年1月逝世人物列表
1984年逝世人物列表：1月 - 2月 - 3月 - 4月 - 5月 - 6月 - 7月 - 8月 - 9月 - 10月 - 11月 - 12月
1984年1月逝世人物列表，是用於匯總1984年1月期間逝世人物的列表。

## 依日期排序

### 1日
- 克萊門斯·鮑爾，德國歷史學家
- 卡爾·布魯格，德國第一電視台駐外記者、作家
- 西奧多·布赫霍爾德，德裔美國電氣和火箭工程師
- 寶拉·格羅格，奧地利作家
- 沃爾特·亨內克，德國海軍少將
- 瑪麗亞·奧爾吉姆，葡萄牙女演員
- 朱利葉斯·裡格，基督教神學家、當地政治家和作家
- 奧古斯丁·蘇奇，德國無政府主義者和反軍國主義者
- 亞歷克西斯·科爾納（Alexis Korner），英國藍調音樂家和廣播員
- 華金·羅德裡格斯·奧爾特加，被稱為“卡甘喬”，西班牙鬥牛士

### 2日
- 塞巴斯蒂亞·胡安·阿爾博，加泰隆尼亞作家
- 海倫·本多夫，德國圖書管理員
- 克勞斯·梅納特，德國記者、公關人員和大學講師
- 羅伯托·波爾塔，烏拉圭足球運動員，教練
- 西德尼·索洛（Sidney P.Solow），美國化學家、電影工程師和高管

### 3日
- 塔拉斯·博羅達伊凱維奇，奧地利歷史學家和大學講師
- 路易士·克雷格，美國軍官，美國陸軍少將
- 魯道夫·霍內格，奧地利電臺播音員和電視節目主持人
- 卡爾·伊默，德國新教神學家
- 弗里茨·馬蒂克，德國植物學家
- 弗格斯·麥克唐納，英國電影剪輯師和導演
- 馬克斯·梅斯，美國指揮家和音樂總監
- 莫裡斯·薩格登，英國化學家

### 4日
- 赫爾曼·詹森，德國神職人員、副主教和科隆教規
- 戈斯塔·林德，瑞典足球運動員
- 阿方斯·斯特內克，德國農民和政治家（CSU）
- 弗裡德·魏斯曼，德國指揮家和作曲家

### 5日
- 朱塞佩·法瓦，義大利作家
- Hans-Henning von Fölkersamb，德國軍官，最後一位少將
- 威廉·萊滕鮑爾，德國斯拉夫學者
- 漢斯-傑羅·馮·林德納，德國林務員、獵人、外交官和政治家（基民盟），聯邦議院議員

### 6日
- 陈维稷，中國現代紡織科學技術的奠基人之一，原中華人民共和國紡織工業部副部長。
- 德格·格桑旺堆，藏軍代本、中國人民解放軍將領，中華人民共和國政治人物、作家。
- 赫尔曼·恩格尔哈德，德國田徑運動員
- 艾西·梅西·霍布勒，美國生物化學家
- 赫爾曼·卡格勒，奧地利牧師和反對國家社會主義的抵抗戰士
- 歐內斯特·拉斯洛，匈牙利裔美國電影攝影師
- 寶拉·萊帕（Paula Lepa），德國配音演員和女演員
- 曼弗雷德·特威勒，德國政治家（SPD），聯邦議院議員

### 7日
- 阿尔弗雷德·卡斯特勒，法國物理學家，諾貝爾獎獲得者
- 卡爾·奧古斯特·布勒，德國政治家（CDU），聯邦議院議員，聯邦議院議員
- 卡爾·古斯塔夫·費勒，德國音樂學家
- 沃爾特·福德，英國電影導演、編劇、演員、電影剪輯師和電影製片人
- 弗里德里希·穆克-蘭伯蒂，德國工匠和通貨膨脹聖人
- Arne Müntzing，瑞典遺傳學家

### 8日
- 阿爾文·阿斯曼，奧地利政治家（WdU），州議會議員
- 湯姆·凱利，美國攝影師
- 羅斯-瑪麗·柯斯坦（Rose-Marie Kirstein），德國女演員和配音演員
- 根納羅·佩斯，義大利古典考古學家

### 9日
- 奧托·克勞斯，德國礦物學家和環保主義者
- 肖恩·麥肯特，愛爾蘭政治家
- 戴頓·萊爾·沃德，巴巴多斯律師和政治家
- 約翰內斯·沃恩克，德國政治家（SED），聯邦議院議員
- 弗里德里希·韋爾特，德國作曲家、音樂教育家和評論家

### 10日
- 蘭斯洛特·博桑奎特，英國數學家
- 道斯·鄧納姆，美國埃及古物學家
- 查理斯·法塞爾，瑞士冰球運動員
- 索爾·傑德比，瑞典爵士音樂家
- 奧托·詹佐克，德國政治家（基民盟），聯邦議院議員
- 阿圖爾·庫策爾尼格，奧地利-德國研究生工程師和商品科學家
- 托伊沃·洛科拉，芬蘭田徑運動員
- 彼得·蒙克，挪威裔美國社會學家
- 赫爾曼·諾伊舍弗，德國律師
- 約瑟夫·奧斯瓦爾德，德國教會歷史學家、地方歷史學家
- Souvanna Phouma（蘇瓦娜·普瑪），老撾政治家，老撾總理（1951-1954年、1956-1958年、1960年和1962-1975年）
- Thoralf Strømstad，挪威滑雪者
- 埃爾弗里德·韋勒，德國政治家（SPD），聯邦議院議員

### 11日
- 傑克·拉魯，美國演員
- Jenő_Beamter，匈牙利爵士音樂家
- 弗里茨·蓋斯勒，德國作曲家
- 馬克·彼得森，美國報紙出版商和耶穌基督後期聖徒教會的使徒
- 伯納德·皮滕波爾，美國飛機設計師
- 漢斯·雷普，德國體育官員、記者和作家
- 卡尔·施米特，德國海軍軍官，最近擔任海軍上將
- 埃裡克·斯滕西奧，瑞典古生物學家

### 12日
- 厄爾·穆特蒂斯，美國化學家
- 洛塔爾·薩格納，德國政治家（基民盟），聯邦議院議員

### 13日
- 富尔维奥·贝尔纳迪尼，義大利足球運動員和教練
- Frits Wiersma（菲爾茨維爾斯瑪），荷蘭自行車手
- 湯米·楊格，蘇格蘭足球運動員

### 14日
- 梅爾·羅賓斯，美國發明家
- 加拉貝德·阿瑪杜尼，土耳其-亞美尼亞神職人員
- 格哈德·阿諾德，德國律師、公務員和政治家（社民黨）
- 爱金生，美國戲劇評論家
- 保羅·本-海姆，以色列作曲家
- 路德維希·埃克斯，德國企業家
- 雷·克罗克，美國企業家，麥當勞創始人
- 魯道夫·萊曼（Rudolf Lehmann），德國歷史學家和檔案管理員
- 漢斯·魏博爾德，奧地利畫家

### 15日
- 泰特斯·伯克哈特，瑞士蘇菲派學者和哲學派代表
- Fazıl Küçük，塞普勒斯政治家，賽普勒斯共和國副總統
- 瑪麗安·瑪納西，德裔美國藝術史學家和畫家
- 庫爾特·曼斯菲爾德，德國摩托車賽車手
- 庫斯·杜·普萊西斯，南非創作歌手和詩人
- 卡爾·蘇林，德國政治家（KPD），黑森州人民議會議員

### 16日
- 肯尼士·阿諾德，美國企業家與飛機駕駛員，
- 卡爾·凱利烏斯，德國合唱團和合唱指揮

### 17日
- 弗拉多·貝德納爾，斯洛伐克作家和記者
- 弗里德里希·馮·比洛，克虜伯德國部主任
- 兒玉譽士夫，政治活躍的日本罪犯
- 揚尼斯·康斯坦丁尼迪斯，希臘作曲家
- 克萊門斯·拉比，德國採礦工程師和西方間諜
- 羅伯特·皮克勒，匈牙利裔澳大利亞小提琴家、中提琴家、指揮家和音樂教育家
- 魯道夫·勞施，德國國家政治家（KPD，SED）
- 喬治·里戈，阿根廷演員
- 喬治·弗裡德里希·齊默爾曼，德國羅馬天主教神父、教堂音樂家和教區音樂總監

### 18日
- 亨麗埃特·博斯奎爾，法國政治家，國民議會議員
- 格拉迪斯·安德森·愛默生，美國生物化學家和營養學家
- 阿爾弗雷德·埃爾哈特，德國雕塑家
- 海因里希·格萊斯納，奧地利律師和政治家（ÖVP）
- 瑪律科姆·克爾，美國政治學家
- 漢斯·康斯坦丁·保爾森，德國實業家，德國僱主協會聯合會主席
- 潘捷列伊蒙·康德拉季耶维奇·波诺马连科，蘇聯政治家和中將
- 阿裡·多斯桑托斯，葡萄牙詩人
- 卡爾·森巴赫，德國馬戲團導演
- 瓦西裡斯·齊薩尼斯，希臘歌手、作曲家和布祖基演奏家
- 魯道夫·曾克，德國外科醫生和大學講師

### 19日
- 约斯塔·本特松，瑞典前男子帆船運動員。
- 馬克斯·本特利，加拿大冰球運動員
- 卡爾·馮·佈雷滕貝格，義大利政治家（南蒂羅爾），歐洲議會議員
- 埃弗哈德·邦加茨，德國企業家和政治家（FDP），聯邦議院議員
- 邁克爾·喬維，德國抵抗戰士、外交官和國際義人
- 羅伯特·盧卡斯，奧地利裔英國作家和喜劇演員
- 埃裡希·塞利格，德國猶太拳擊手
- 沃爾夫岡·施陶特，德國電影導演
- 漢斯·瑪麗亞·溫格勒，德國藝術史學家
- 齊格弗裡德·齊格勒，德國世界語家、出版商和政治家（社民黨），聯邦議院議員

### 20日
- 朱利葉斯·費德勒，德國聯邦憲法法院法官（1951年9月7日-1967年8月31日）
- 赫爾穆特·基特爾，德國SA成員，宗教教育家和教會歷史學家
- 弗里茨·舍珀克特，德國政治家（SPD），聯邦議院議員
- 彼得·舒特，德國政治家（基民盟）
- 弗裡德里希·斯托克，德國國際象棋官員和酒店老闆
- 阿图尔·斯文松，瑞典跑步者
- 喬治·瑟邁爾，德國讚美詩詩人、作家和紀錄片製片人
- 约翰尼·维斯穆勒，美國游泳運動員、水球運動員和電影演員

### 21日
- 戈特弗里德，托斯卡納大公繼承人，末代托斯卡納大公費迪南多四世的孫子。
- 羅傑·布林，法國演員和導演
- 埃裡希·霍夫曼，德國政治家（NSDAP），聯邦議院議員
- 威利·霍夫曼，德國歌劇、輕歌劇和廣播歌手（抒情男高音、小醜男高音）
- 埃德加·威克納·珀西瓦爾，英國飛行員和飛機設計師
- 傑克·列羅伊·威爾森，美國節奏藍調和靈魂歌手

### 22日
- 羅納德·金洛克·安德森，蘇格蘭鋼琴家、音樂教育家和唱片製作人
- 漢斯·貝克斯，德國建築師
- 弗拉基米爾·尤爾科·格拉澤，南斯拉夫物理學家
- 邁克爾·岡齊，羅馬天主教神職人員、戈佐島主教和馬爾他大主教
- 卡爾·海因茨·克勞斯科普夫，德國畫家和平面藝術家
- 安東·蘭普雷希特，德國畫家
- 伊爾姆加德·馮·萊默斯-丹佛斯，德國歷史傢俱收藏家
- 哈伊姆·佩雷爾曼，波蘭-比利時法學家、道德和法律哲學家
- 奧托·瑪麗亞·波利，奧地利作家
- 齊格弗裡德·羅施，德國礦物學家
- 庫爾特·蒂爾克，德國作家
- 約瑟夫·沃爾徹，奧地利高山滑雪運動員

### 23日
- 保羅·貝克爾，德奧記者
- 撒母耳·加德納，美國作曲家和小提琴家
- 拉德科·斯托克爾，德國教育家和政治家（SPD），聯邦議院議員

### 24日
- 卡爾-海因茨·本特，德國足球運動員
- 伯納德·考恩，愛爾蘭政治家（菲安娜·法伊爾）
- 馬克斯嘿，英國礦物學家、化學家和晶體學家
- 卡爾·傑克爾，德國工程師、數學家和大學講師
- 羅瑟·里夫斯，美國營銷理論家

### 25日
- 喬治·阿維斯·富爾徹，美國神職人員，印第安那州拉斐特的羅馬天主教主教
- 赫爾曼·格拉夫，德國猶太教
- 沃爾特·海因里希，奧地利經濟學家和蘇台德德國政治家
- 卡爾·霍內爾，德國檔案管理員
- 邁克爾·蘭德曼，瑞士哲學家
- 康拉德·梅勒羅維奇，德國大學講師、商業經濟學家

### 26日
- 萊尼·馬倫巴赫，德國女演員
- 伯恩哈德·舒爾特，德國教育家和成人教育家

### 27日
- 穆罕默德·艾哈迈德，科摩羅政治家
- 埃尔索·巴洪（Elso S.Barghoorn），美國古生物學家和植物學家
- 加里·加貝裡奇，美國賽車手
- 魯道夫·霍恩，德國古典考古學家
- 亨寧·馮·魯莫爾，德國公務員、莊園主和作家
- 曼弗雷德·扎爾登，奧地利音樂家和作曲家

### 28日
- 埃伯哈特·鮑姆加特爾，德國化學家和大學講師
- 阿爾·德克斯特，美國鄉村音樂家和詞曲作者
- 索赫拉布·莫迪，印度演員、電影導演和製片人
- Alfons Schäffer，德國政治家（基社盟）
- 田崎廣助，日本畫家

### 29日
- 愛琳·布魯門斯坦-施泰納，瑞士稅法專家，伯爾尼大學首位女教授
- 弗朗西絲·古德裡奇，美國編劇、劇作家和女演員
- 馬克斯·古德，德國律師和政治家（基民盟），聯邦議院議員
- 岡瑟·易普森，奧地利社會學家和人口科學家
- 海因里希·佩珀，德國政治家（NSDAP），聯邦議院議員
- 埃德扎德·沙珀（Edzard Schaper），德國作家和翻譯家
- 約翰·麥克納滕·惠特克，英國數學家

### 30日
- 沃爾特·貝倫松（Walter A.Berendsohn），德國語言學家、斯堪的納維亞學家、流亡研究員
- 盧克·凱利，愛爾蘭民謠歌手和班卓琴演奏家
- 瓦爾德瑪·諾瓦科夫斯基，波蘭大地測量學家和圖形藝術家
- 弗里茨·努斯萊因，德國狩獵和林業科學家和大學講師
- 安德列·斯坦德，南非捕食者

### 31日
- 喬治·哈蒙·考克斯，美國作家
- 安娜·德爾格-穆倫普福德，德國畫家、平面藝術家
- 安道爾·亨克，德國外交官和副國務卿
- 阿圖爾·林恩，愛沙尼亞歌手
- 奧托·維特，德國經濟學家

### 日期不詳
- 方幹民